# Radio Miami International
Koordinaten: 27° 27′ 30″ N, 80° 56′ 0″ W
Radio Miami International (WRMI) ist eine US-amerikanische private Kurzwellenstation.

## Geschichte
Jeff White und Kiko Espinosa gründeten 1989 Radio Miami International. Zunächst sendete die Station mittels gekaufter Sendezeit, erhielt aber 1994 von der Federal Communications Commission (FCC) eine eigene Lizenz. White ist ein ehemaliger Journalist und arbeitete für Radio Earth in Curaçao und Radio Discovery in Santo Domingo.  
White kaufte die Sendeanlagen von WYFR Familyradio und ließ die Station unter WRMI in Miami lizenzieren. Am Sendestandort Okeechobee stehen insgesamt 13 Sender mit Leistungen zwischen 50 und 100 kW zur Verfügung. Der Antennenpark umfasst 23 Systeme, die für die Versorgung von Amerika, Europa und Afrika ausgerichtet sind. 
Seit der Übernahme sendet WRMI mit 50 kW für Lateinamerika und Nordamerika. WRMI strahlt mit Reflektor-Antennen in Richtung 160 Grad für die Karibik und Lateinamerika ab.

## Programm
WRMI strahlt verschiedenste und teilweise sich widersprechende Programminhalte aus; neben missionarisch-sektirerischen Sendungen strahlen internationale Auslandssender, Exil-Kubaner und andere Gruppen via WRMI aus:
- The Overcommer Ministry, Brother R. G. Stair, Church of the Last Day Prophet of God
- Moments in Bible Prophecy, Key West Church of God
- Blues Radio International
- Radio Vatikan
- World Radio Network
- Radio Slovakia International
- Ex-Catholics For Christ, ETC Ministry
- Reality in Jesus, Rev. James N. McCoy
- Fountain of Truth, Pan American Broadcasting
- Jack Van Impe Ministries International
- Marravillosas, The Salvation Army (Heilsarmee)
- Voice of America, Shortwave Radiogramm (Digitale Testsendung mit Bildern und Texten)[2]